# ビジネス著作権検定
ビジネス著作権検定（ビジネスちょさくけんけんてい）は、著作権に関する知識について、基礎的な理解、具体的な事例判断での応用力を測定する検定試験。略称は、著検。サーティファイ著作権検定委員会が主催。2004年（平成16年）から開始された比較的新しい民間検定である。

## 試験内容
（出典）

毎年、2月・6月・11月に実施（2月は初級のみ）。ほかに団体受験もある。

### 初級
著作権に関する基礎的知識。筆記試験（マークシート式）。60分・30問。合格基準は正答率65%以上であること。合格率は51.4%。受験料は5,100円。

### 上級
著作権に関する基礎的知識と事例における問題点発見と解決能力についての応用力。筆記試験（マークシート式）。90分・40問。合格基準は正答率70%以上であること。合格率は33.7%。受験料は8,000円。

## 合格者の特典
上級の合格者には特典として、国家試験の知的財産管理技能検定2級の受験資格が与えられる。また、上級合格者が知的財産に関する業務について1年以上の実務経験を有する場合、知的財産管理技能検定1級の受験資格を得ることができる。

## 実施団体

### 著作権検定委員会
- 設立　2004年（平成16年）
- 委員長　久保田裕 社団法人コンピュータソフトウェア著作権協会（ACCS）専務理事

### 株式会社サーティファイ
- 商号　株式会社サーティファイ
- 本社所在地　東京都中央区日本橋茅場町2-11-8 茅場町駅前ビル
- 設立 2001年（平成13年）
- 事業内容　資格・技能に関する認定試験の開発・実施・資格認定試験の受験対策問題集の制作
- 代表者　代表取締役　国山広一
- 資本金　1億円